# Хорджешть (комуна)
Хорджешть, Хорджешті (рум. Horgești) — комуна у повіті Бакеу в Румунії. До складу комуни входять такі села (дані про населення за 2002 рік):
- Базга (723 особи)
- Галері (250 осіб)
- Мереску (22 особи)
- Рекетеу-Резеші (267 осіб)
- Рекетеу-де-Жос (142 особи)
- Реча (573 особи)
- Соходор (1091 особа)
- Хорджешть (1623 особи)

Комуна розташована на відстані 234 км на північ від Бухареста, 18 км на південний схід від Бакеу, 89 км на південний захід від Ясс, 134 км на північний захід від Галаца, 142 км на північний схід від Брашова.

## Населення
За даними перепису населення 2002 року у комуні проживала 4691 особа. Усі жителі комуни рідною мовою назвали румунську.
Національний склад населення комуни:
| Національність | Кількість осіб | Відсоток |
| -------------- | -------------- | -------- |
| румуни         | 4675           | 99,7%    |
| цигани         | 15             | 0,3%     |
| угорці         | 1              | < 0,1%   |

Склад населення комуни за віросповіданням:
| Релігія        | Кількість осіб | Відсоток |
| -------------- | -------------- | -------- |
| православні    | 2751           | 58,6%    |
| римо-католики  | 1265           | 27,0%    |
| п'ятдесятники  | 576            | 12,3%    |
| баптисти       | 72             | 1,5%     |
| бретрени       | 7              | 0,1%     |
| реформати      | 1              | < 0,1%   |
| греко-католики | 1              | < 0,1%   |